# سیدی هارلا
سیدی هارلا (انگلیسی: Seidi Haarla؛ زادهٔ ۱ ژانویهٔ ۱۹۸۴) بازیگر و فیلم‌نامه‌نویس اهل فنلاند است.
از فیلم‌ها یا برنامه‌های تلویزیونی که وی در آن نقش داشته است می‌توان به کوپه شماره ۶ اشاره کرد.